# 炭山 (浦幌町)
炭山（たんざん）は、北海道十勝郡浦幌町の町丁。郵便番号は089-5600。かつては浦幌炭鉱の操業によって約3600人が居住したが、現在は無住地帯となっている。双運（そううん）とも呼ばれた。

## 地理
浦幌市街の北東、浦幌駅から約30キロメートルのところの釧路市（旧音別町）との境界付近の山間部に位置する。

### 河川
- 常室川

### 地名の由来
浦幌炭鉱があったことに由来する。

## 歴史

### 浦幌炭鉱の開坑
浦幌の鉱業権は元々は古河鉱業が所有していたが、1923年（大正2年）に大和鉱業の平林甚輔の手に渡ったことで開発が始まる。1917年（大正6年）11月に留真坑が開坑し、1918年（大正7年）3月には常室坑、1918年（大正7年）から1919年（大正8年）頃に毛無坑が次々と開坑するがいずれも出炭成績が伸び悩んだ。毛無坑の採炭が行われた1919年（大正8年）から1923年（大正12年）ごろには毛無坑から常室を経て浦幌駅までの馬車軌道が運行された。これらの3坑はいずれも出炭成績が芳しくなかったことから1934年（昭和9年）からは双運坑の開発に注力、上浦幌から炭鉱までの道路を建設したうえ、同社は常豊までの専用鉄道の敷設を計画するが経営は厳しく計画は頓挫する。なお、この時購入した国鉄7200形蒸気機関車3両は雄別炭礦傘下となった後に転用され2両が雄別炭鉱、1両が尺別炭鉱で使用された。1936年（昭和11年）10月19日に山向かいの尺別炭鉱を所有する三菱鉱業に買収され同社の傘下となる。

### 三菱鉱業傘下時代
三菱鉱業傘下となってからもしばらくは従前どおりトラックで浦幌駅まで石炭を輸送したが、水害や雪害によって輸送が安定しないため1938年（昭和13年）に浦幌炭鉱から尺別までの索道を建設する。この索道も冬季の積雪、強風によって墜落事故が頻発したため翌1939年（昭和14年）9月には軌道の敷設が始められ、1942年（昭和17年）に開通する。この軌道に設けられたトンネルは「浦尺隧道」と呼ばれ、石炭のみならず18人乗りの人車も運行された。輸送は安定したものの太平洋戦争の終わりごろには戦局の悪化により出炭効率は低下。1944年（昭和19年）9月に人員を九州の原料炭炭鉱に集約するため僅かな家族を残して尺別炭鉱と共に休山となった。

### 雄別炭礦時代
戦後は財閥解体によって雄別炭礦の炭鉱となった後の1947年（昭和22年）10月に操業を再開する。1948年（昭和23年）12月8日には村役場の出張所が設置されるなど一時は栄えたものの、朝鮮戦争後の不景気以降、石炭の斜陽産業化が進み始めるとカロリーが低く炭価の安かった尺別炭鉱は赤字となり、雄別炭鉱の収益に依存するようになった。尺別では双久坑の開発に注力するとともに浦幌坑を閉山する方針となり、1954年（昭和29年）10月に閉山、11月5日より撤収が始まり、12月3日には坑内設備の撤収が完了した。人員は雄別などの系列炭鉱へ異動となった。

### 閉山後
閉山後もアパートや学校などが残され数十戸の住民が残ったが、1967年（昭和42年）7月31日に常室小中学校炭鉱分校が廃校になるとともに当地は無住地帯となっている。2004年（平成16年）には「炭山みらいの森」として遊歩道などが整備されている。また、2024年（令和6年）には閉山70年を記念して浦幌町立博物館で企画展が行われている。

## 年表
- 1917年（大正6年） - 浦幌炭鉱が開坑する[3][4][6][9]。
- 1936年（昭和11年）10月19日 - 浦幌炭鉱が三菱鉱業傘下となる[3][6][9][4][10][11]。
- 1942年（昭和17年） - 音別町尺別とを結ぶ浦尺隧道が開通[4][12]。
- 1944年（昭和19年）9月 - 戦局悪化に伴い休山[4][6][11][12]。
- 1947年（昭和22年）10月 - 操業を再開する[9]。
- 1954年（昭和29年）10月 - 浦幌炭鉱が閉山[4][12]。
- 1967年（昭和42年）7月31日 - 常室小中学校炭鉱分校が廃校、同時期に無住地帯となる[2]。

## 世帯数と人口
前述のとおり1967年（昭和42年）以降は無住地帯のため、0世帯0人である。

## 施設

### 学校

#### 小学校
- 浦幌炭礦小学校 - 1925年（大正14年）私立学校として開校[注釈 2][16]し、1939年（昭和14年）に公立に移管される。炭鉱休山と同時に廃校となるが、1946年（昭和21年）11月に常室小学校分教場として復活、1947年（昭和22年）10月3日より独立の小学校となる[3]。1967年（昭和42年）7月31日廃校[2]。

#### 中学校
- 浦幌炭礦中学校 - 1948年（昭和23年）3月1日開校。小学校に併設されていた[3]。1967年（昭和42年）7月31日廃校[2]。

### 公共施設
- 浦幌村役場浦幌炭礦出張所 - 1948年（昭和23年）12月8日設置[3]。
- 浦幌炭礦巡査派出所 - 1938年（昭和13年）7月11日設置、1944年（昭和19年）6月廃止[3]。
- 浦幌炭山郵便局（尺別炭山郵便局分室） - 1940年（昭和15年）2月1日設置[17]、1955年（昭和30年）6月30日廃止[18]。

## 交通

### 道路
- 北海道道500号音別浦幌線

### 過去の交通
- 浦尺隧道 - 尺別炭鉱と浦幌炭鉱を軌道で結んでいた[12]。